# Consorzio Trulli Grotte Mare

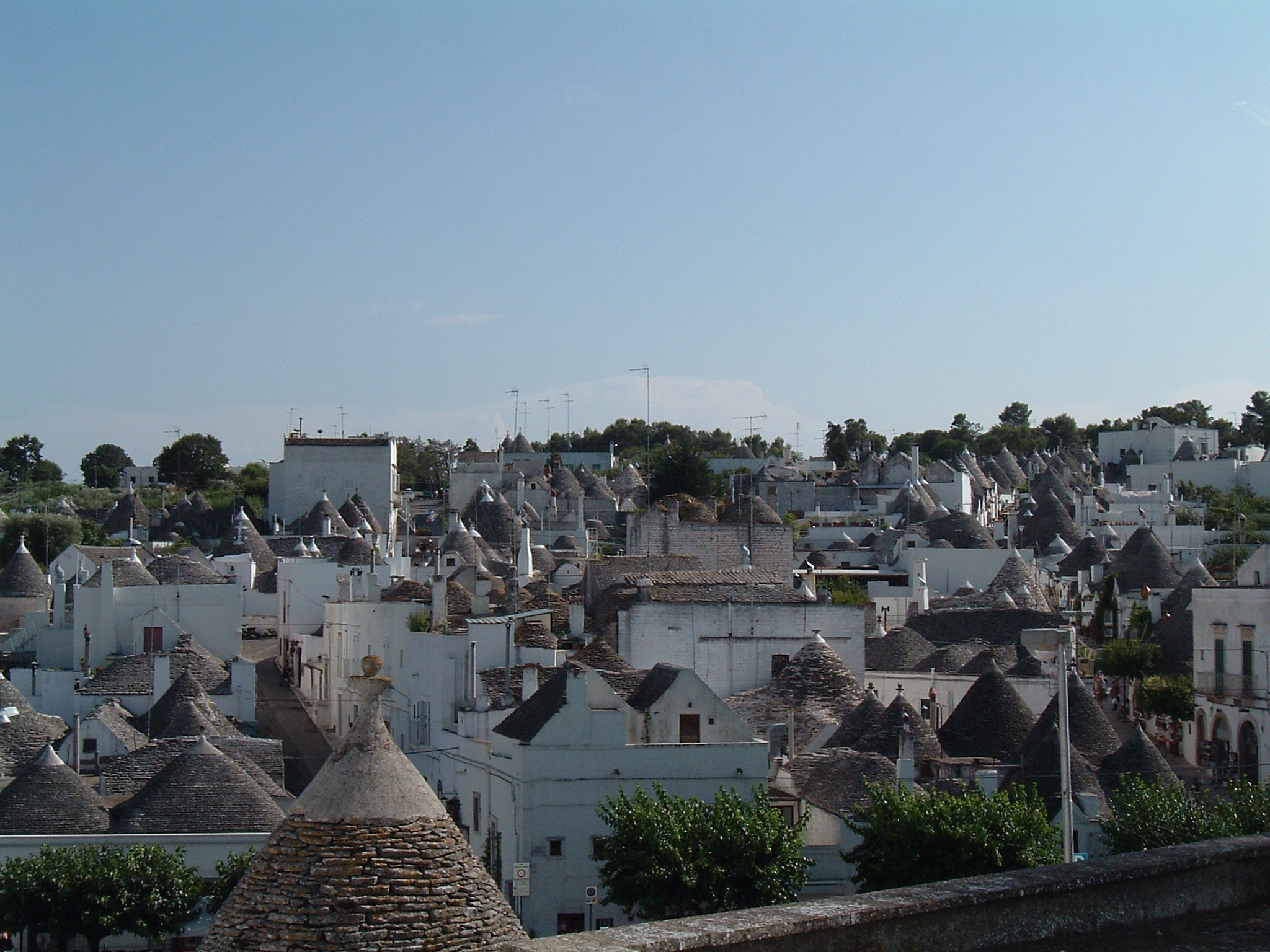
Panoramica di Alberobello (BA)

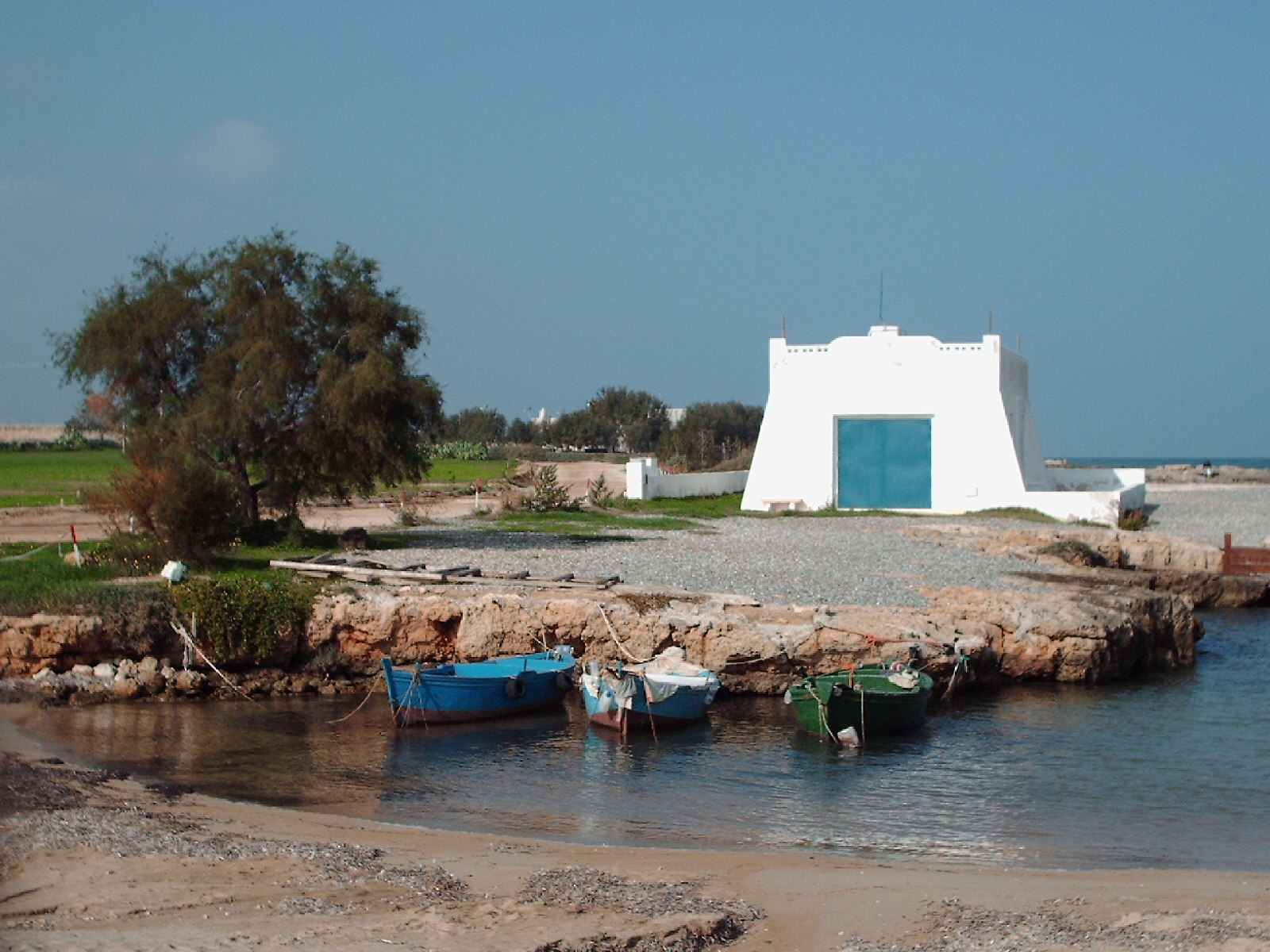
Particolare della costa di Savelletri di Fasano (BR): Le Case Bianche

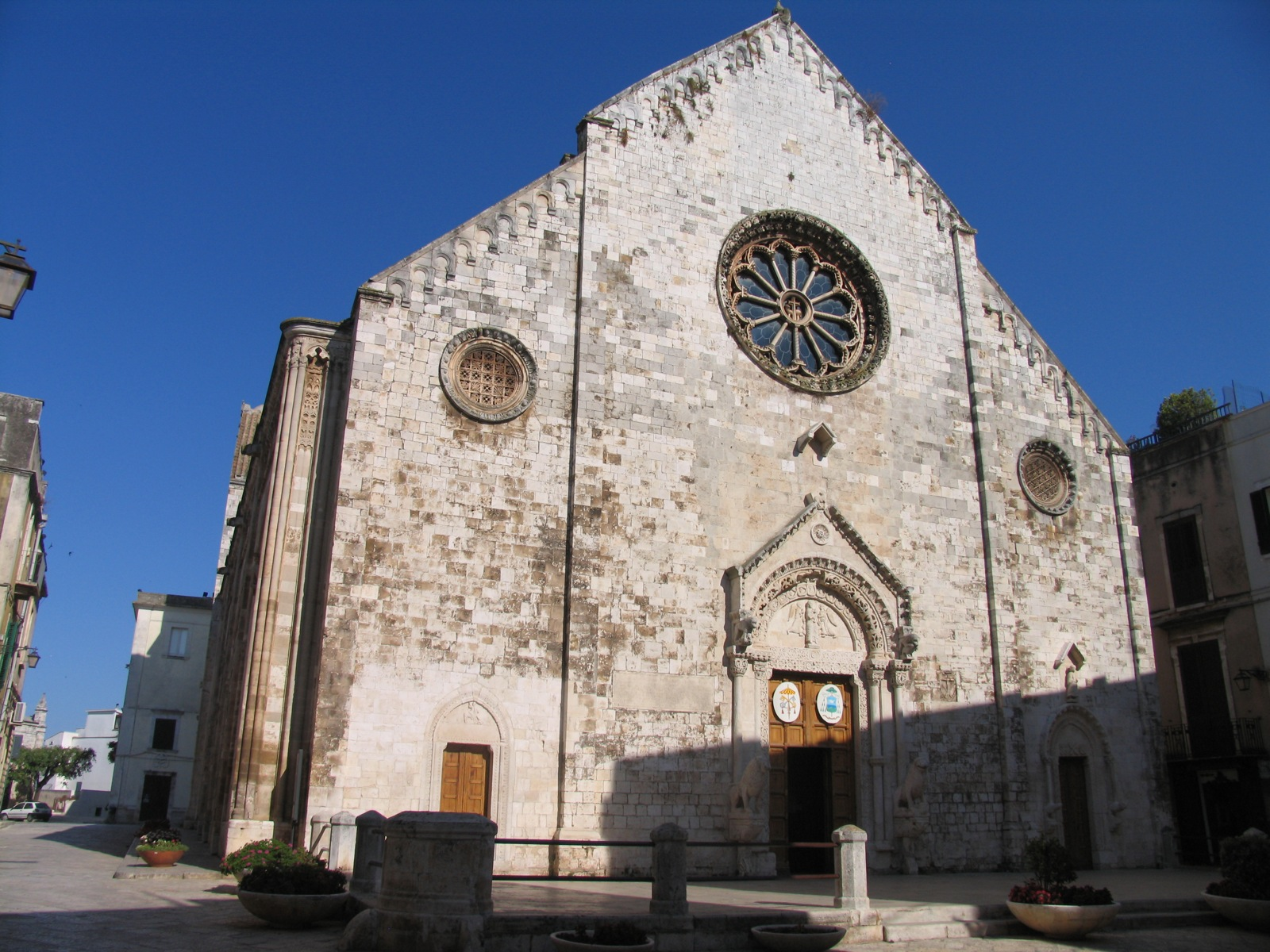
Cattedrale di Conversano (BA)

Il consorzio "Trulli Grotte Mare" è un consorzio turistico tra nove comuni delle province di Bari e di Brindisi, con affinità culturali, economiche e sociali, con  comune patrimonio ambientale, artistico e monumentale,.
È stato creato nel 2005 allo scopo intraprendere una politica  per la valorizzazione del territorio per mezzo della promozione di attività culturali ed economiche e di valorizzare le ricchezze del territorio (trulli, grotte e mare), dalle quali il consorzio ha ripreso il proprio nome.
Solo dalla fine del 2009 il Consorzio ha incominciato realmente ad attivare iniziative pregevoli sul territorio e ad interagire con gli operatori locali.

## Comuni aderenti
- Alberobello
- Castellana Grotte
- Conversano
- Fasano
- Locorotondo
- Monopoli
- Noci
- Polignano a Mare
- Putignano